# Вознюк, Василий Иванович
Васили́й Ива́нович Возню́к (20 декабря 1906 года (1 января 1907), Гайсин, Гайсинский уезд, Подольская губерния, Российская империя — 12 сентября 1976 года, Волгоград, СССР) — советский военный деятель, генерал-полковник артиллерии (1955). Герой Социалистического Труда.

## Начальная биография
Василий Иванович Вознюк родился 20 декабря 1906 (1 января 1907) года в городе Гайсин ныне Винницкой области Украины в семье артистов, работавших в украинских театрах, Ивана Васильевича и Варвары Фёдоровны Вознюк.
До 1923 года работал суфлёром и рабочим сцены в различных театрах, а затем был принят матросом на пароход каботажного плавания в Мариуполе.

## Военная служба

### Довоенное время
В 1925 году был добровольно призван в ряды РККА и по путёвке ЦК комсомола Украины был направлен на учёбу в Ленинград в Военно-морское училище имени М. В. Фрунзе, но из-за отсутствия среднего образования поступил в 1-ю Ленинградскую артиллерийскую школу имени Красного Октября, после окончания которой в 1929 году служил в 30-м артиллерийском полку (30-я стрелковая дивизия, Харьковский военный округ), дислоцированного в Днепропетровске, на должностях командира взвода, командира батареи, начальника полковой школы, помощника начальника штаба полка, а с 1937 года — на должности начальника штаба этого полка, временно исполнял должность командира полка.
С 1938 по 1939 годы был преподавателем Пензенского артиллерийского училища, помощником начальника учебного отдела с одновременным исполнением обязанностей командира одного из дивизионов данного училища.

### Великая Отечественная война
С июня 1941 года принимал участие в боях на фронтах Великой Отечественной войны, встретив её начало в звании майора и должности начальника штаба 7-й противотанковой бригады (Западный фронт). Затем служил на должностях начальника оперативного отделения штаба артиллерии 13-й армии (Брянский фронт) (1941), начальника штаба ГМЧ, вооружённых гвардейскими миномётами «БМ-13», затем — Начальником Оперативных Групп ГМЧ фронтов.
В 1944 году был назначен на должность заместителя командующего артиллерией 3-го Украинского фронта по гвардейским миномётным частям.
В годы войны участвовал в Московской и Сталинградской битвах, Одесской, Ясско-Кишиневской, Белградской, Будапештской, Венской наступательных операциях.

### Послевоенная карьера
В июне 1945 года был назначен на должность заместителя по гвардейским миномётным частям командующего артиллерией Южной группы войск (Австрия).
13 мая 1946 года Совет Министров СССР принял постановление № 01017-419 о создании первого ракетного полигона в районе села Капустин Яр (Ахтубинский район, Астраханская область). Руководство его строительством было поручено Государственной комиссии, председателем которой был назначен Устинов, Дмитрий Фёдорович и в состав комиссии вошли Василевский А. М., Воронов Н. Н., Яковлев Н. Д., Неделин М. И. и другие. Строительные работы на полигоне возглавил Воробьёв М. П., начальником штаба полигона назначен полковник А. Г. Карась
Первым начальником ракетного полигона «Капустин Яр» был назначен гвардии генерал-лейтенант артиллерии Василий Иванович Вознюк. Он был бессменным начальником на протяжении 27 лет. За этот период полигон стал  крупнейшим испытательным и исследовательским центром.
18 октября 1947 года в 9 часов 50 минут стартовала первая в СССР ракета дальнего действия — одноступенчатая баллистическая ракета «А-4». Через год был осуществлён запуск первой советской ракеты «Р-1», после чего на полигоне прошли проверку все основные направления космонавтики. Вознюк неоднократно был председателем и членом Государственных комиссий при запусках новых образцов ракетного вооружения и искусственных спутников Земли.
В 1954 году работал председателем рекогносцировочной комиссии по выбору места для космодрома «Байконур».
Указом Президиума Верховного Совета СССР от 17 июня 1961 года (с грифом: «Не подлежит опубликованию») за выдающиеся достижения и внесенный большой вклад в дело выполнения заданий правительства по созданию специальной техники гвардии генерал-полковнику артиллерии Василию Ивановичу Вознюку присвоено звание Героя Социалистического Труда с вручением ордена Ленина и медали «Серп и Молот».
В апреле 1973 года гвардии генерал-полковник артиллерии Василий Иванович Вознюк вышел в отставку. Жил в Волгограде, где и умер 12 сентября 1976 года. В соответствии с личным завещанием он был похоронен в Комсомольском парке города Капустин Яр (ныне — город Знаменск (Астраханская область). На могиле установлен бронзовый бюст.
Автор книги воспоминаний о своём участии в Великой Отечественной войне «Уходили в бой «катюши»».

## Награды
- Герой Социалистического Труда (17.06.1961)
- Пять орденов Ленина (19.01.1943; 30.04.1954; 20.04.1956; 26.06.1959; 17.06.1961)
  - 19.01.1943 — за «образцовое выполнение заданий Командования на фронте борьбы с немецкими захватчиками»[3]
- Пять орденов Красного Знамени (19.12.1941; 24.03.1942; 27.03.1942; 06.05.1946; 30.12.1956)
- Орден Богдана Хмельницкого I степени (28.04.1945)
- Орден Суворова II степени (19.03.1944)
- Орден Кутузова II степени (29.09.1943)
- Орден Богдана Хмельницкого II степени (13.09.1944)
- Орден Отечественной войны I степени (29.06.1945)
- Орден Красной Звезды (03.11.1944)
- Медаль «В ознаменование 100-летия со дня рождения Владимира Ильича Ленина»
- Медаль «За оборону Москвы»
- Медаль «За оборону Сталинграда»
- Медаль «За взятие Будапешта»
- Медаль «За взятие Вены»
- Медаль «За освобождение Белграда»
- Медаль «За победу над Германией в Великой Отечественной войне 1941—1945 гг.»
- Медаль «20 лет Победы в Великой Отечественной войне 1941—1945 гг.»
- Медаль «30 лет Победы в Великой Отечественной войне 1941—1945 гг.»
- Медаль «30 лет Советской Армии и Флота»
- Медаль «40 лет Вооружённых Сил СССР»
- Медаль «50 лет Вооружённых Сил СССР»
- Медаль «Ветеран Вооружённых Сил СССР»

Все награды В. И. Вознюка по желанию родственников были переданы на вечное хранение в музей Днепропетровска (Украина), где прошла молодость будущего военачальника, и в освобождении которого он принимал участие.

## Звания
- Подполковник (1941);
- Полковник (1942);
- Генерал-майор артиллерии (7.12.1942);
- Генерал-лейтенант артиллерии (25.09.1943);
- Генерал-полковник артиллерии (8.08.1955).

## Память
Одна из улиц Знаменска названа в честь генерал-полковника Василия Ивановича Вознюка.
В музее полигона «Капустин Яр» имеется отдельный зал, посвященный его жизни и деятельности.
25 декабря 2006 года в Волгограде на фасаде дома № 6 по улице Краснознаменской, в котором в конце жизни прожил генерал-полковник В. И. Вознюк, была торжественно открыта мемориальная доска в память о нём.

## Семья
В 1931 году женился на Марте Яковлевне Данильченко, с которой прожил всю жизнь. Они вместе вырастили трёх сыновей: двух родных и одного приёмного — сына погибшего на войне друга.